# Kasseli RegioTram
Kasseli RegioTram (német nyelven: RegioTram Kassel) Németország Kassel városában található Stadtbahn hálózat. Összesen 3 vonalból áll, a hálózat teljes hossza 184 km. Jelenlegi üzemeltetője a RegioTram Gesellschaft.
A vágányok 1435 mm-es nyomtávolságúak, az áramellátás felsővezetékről történik, a feszültség 600 V egyenáram. 
A forgalom 2006. január 29-én indult el.

## Képgaléria

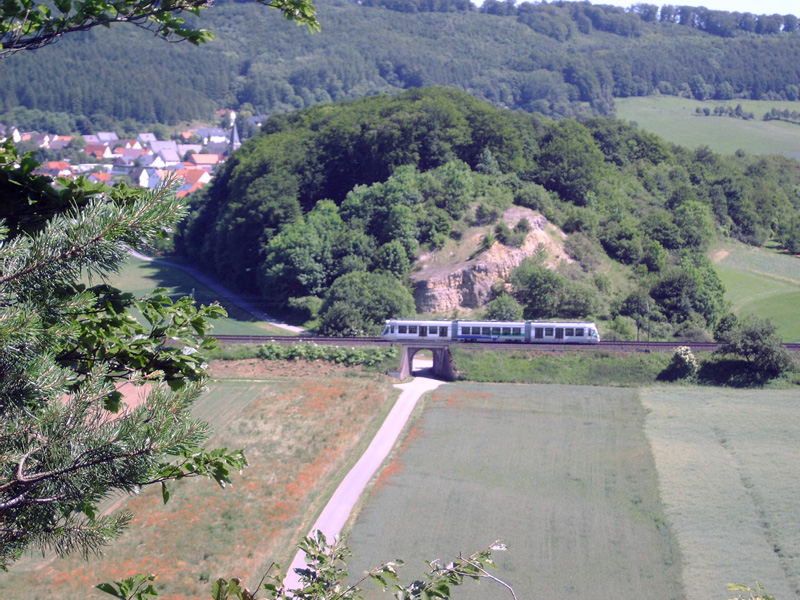
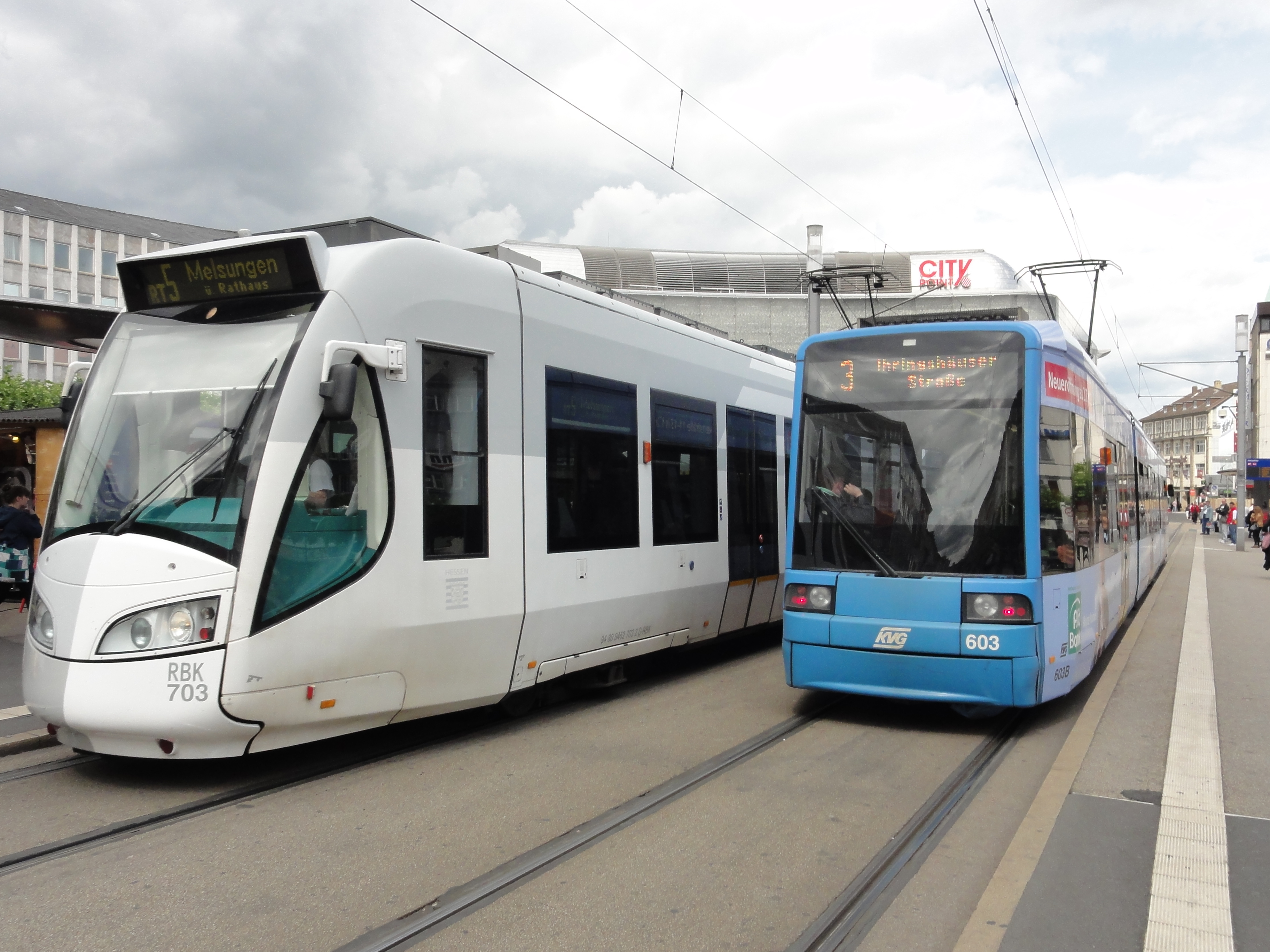
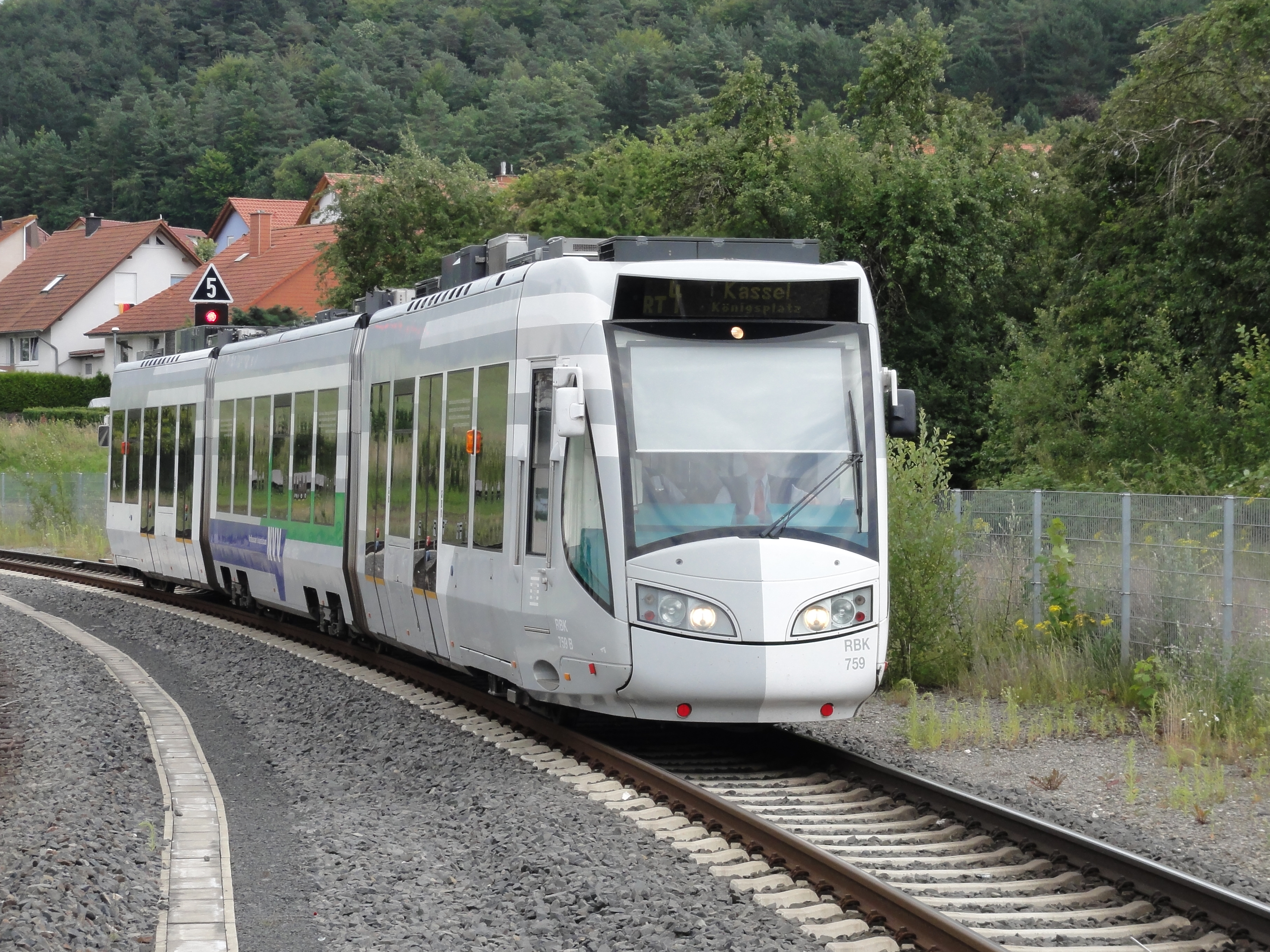

## Útvonalak
| Járat | Vasútvonal                                   | Megállók a vasútvonalakon | Megállók a kasseli villamoshálózaton | Utazási idő    | Megnyitás éve |
| ----- | -------------------------------------------- | --- | --- | -------------- | ------------- |
| RT1   | Warburg–Kassel                               | Hümme – Hofgeismar RE – Grebenstein – Immenhausen – Espenau-Mönchehof – Vellmar-Obervellmar RB – V.-Osterberg/EKZ – Kassel-Jungfernkopf – KS-Harleshausen – KS-Kirchditmold – Kassel Hbf (tief) RB RE                                                                                             | Hauptbahnhof (tief) – Scheidemannplatz – Wilhelmstraße/Stadtmuseum – Rathaus/Fünffensterstraße – Rathaus – Friedrichsplatz – Königsplatz – Am Stern – Holländischer Platz/Universität – Halitplatz – Hauptfriedhof – Wiener Straße – Holländische Straße | 57 perc        | 2005          |
| RT4   | Volkmarsen–Vellmar-ObervellmarWarburg–Kassel | (Wolfhagen RB – Altenhasungen – Oberelsungen – Zierenberg-Rosental –) Zierenberg RB – Calden-Fürstenwald – Ahnatal-Weimar RB – A.-Heckershausen – A. Casselbreite – Vellmar-Obervellmar RB – V.-Osterberg/EKZ – Kassel-Jungfernkopf – KS-Harleshausen – KS-Kirchditmold – Kassel Hbf (tief) RB RE | Hauptbahnhof (tief) – Scheidemannplatz – Wilhelmstraße/Stadtmuseum – Rathaus/Fünffensterstraße – Rathaus – Friedrichsplatz – Königsplatz – Am Stern – Holländischer Platz/Universität – Halitplatz – Hauptfriedhof – Wiener Straße – Holländische Straße | (17 +) 49 perc | 2006          |
| RT5   | Bebra–Baunatal-GuntershausenFrankfurt–Kassel | (Heinebach RB > Altmorschen RB > Beiseförth RB > Malsfeld RB >) Melsungen RB – M. Bartenwetzerbrücke – M.-Röhrenfurth – Körle – Guxhagen RB – Baunatal-Guntershausen RB – B.-Rengershausen RB – Kassel-Oberzwehren RB – KS-Wilhelmshöhe RB RE IC ICE – Kassel Hbf (tief) RB RE                    | Hauptbahnhof (tief) – Scheidemannplatz – Wilhelmstraße/Stadtmuseum – Rathaus/Fünffensterstraße – Rathaus – Am Weinberg – Heinrich-Heine-Straße/Universität – Auestadion                                                                                  | 46 perc        | 2006          |